# Vilanòva de Vera
Vilanòva de Vera (en francès Villeneuve-sur-Vère) és un municipi francès situat al departament del Tarn i a la regió d'Occitània.

## Demografia
| 1962                                       | 1968 | 1975 | 1982 | 1990 | 1999 | 2006 |
| ------------------------------------------ | ---- | ---- | ---- | ---- | ---- | ---- |
| 305                                        | 357  | 361  | 366  | 351  | 363  | 401  |
| Des de 1962: població sense dobles comptes |      |      |      |      |      |      |

## Administració
| Període   | Identitat         | Partit |
| --------- | ----------------- | ------ |
| 2001-2008 | Jean-Marc Vieules |        |
| 2008-     | Alain Trouche     |        |